# Joan du Plat Taylor
Joan Mabel Frederica du Plat Taylor (Glasgow, 26 de junio de 1906-Londres, 21 de mayo de 1983) fue una arqueóloga británica y pionera de la arqueología subacuática.

## Primeros años
Nació en Glasgow, Escocia, el 26 de junio de 1906. Hija única de Alice Hume-Purves y el coronel St. John Louis Hyde du Plat Taylor, su abuelo era el coronel John Lowther du Plat Taylor, fundador del Cuerpo de Correos del ejército británico.
En 1926 la familia se instaló en Chipre, y allí despertó su interés por la arqueología. Comenzó colaborando como voluntaria en el Museo de Chipre. Siendo conservador del Museo Porphyrios Dikaios, du Plat de Taylor comenzó como asistente reorganizando las colecciones, elaborando el catálogo de objetos, etc. y acompañándolo a recuperar hallazgos o hacer excavaciones de rescate en tumbas o yacimientos. En 1932 el comité del museo la nombró conservadora adjunta honoraria (puesto no remunerado) y luego inspectora interina. Participó en las excavaciones de Mortimer y Tessa Wheeler en Verulamium en 1931 y 1932, y en la de Castillo Maiden (1935 y 1936). Lo aprendido en estos trabajos marcó su vida profesional. 
Cuando comenzó a excavar y restaurar por su cuenta en Chipre, tanto en  yacimientos importantes como en pequeñas excavaciones de rescate, también documentó la totalidad de los, no solo documentando e ilustrando los objetos aislados, sino situándolos en su contexto histórico. Dirigió excavaciones a gran escala en dos yacimientos: Ayios Philon, una basílica paleocristiana, y Apliki, el único asentamiento minero de cobre de la Edad de Bronce tardía.
Debido a la Segunda Guerra Mundial regresó a Londres. En 1945 asumió el puesto de bibliotecaria en el Instituto de Arqueología de la Universidad de Londres, cargo que ocupó hasta su jubilación en 1970. Aunque no tenía una formación formal como bibliotecaria, contaba con dotes para la organización y un conocimiento de primera mano de los proyectos, publicaciones y personalidades del sector. Una cláusula de su contrato le permitía ausentarse hasta tres meses por año para realizar trabajos de campo. Junto a Veronica Seton-Williams y John Waechter siguió realizando excavaciones e investigaciones en Chipre, Siria y Turquía.

## Arqueología subacuática

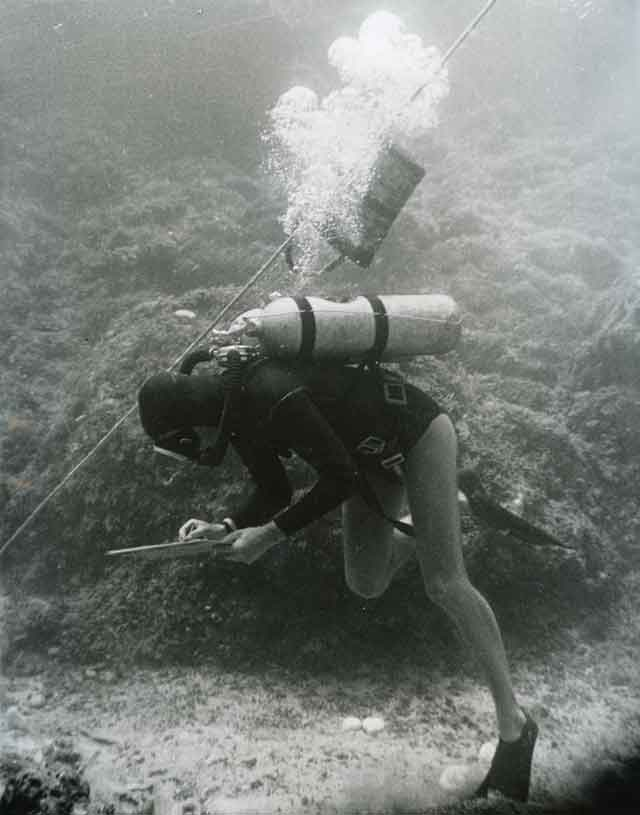
Du Plat Taylor excavando un naufragio en el cabo Gelidonya en 1959.

En su puesto en la biblioteca conoció a Honor Frost, la arqueóloga pionera de la arqueología subacuática, con la que encaró proyectos y trabó una gran amistad.
Hizo campaña para llevar la arqueología submarina al campo académico. En 1960 junto a George Bass, codirigió una excavación de un antiguo pecio en Cabo Gelidonya, en el Mar Mediterráneo turco. Participó en la presentación académica de los resultados obtenidos, en los capítulos sobre cerámica, objetos de piedra y cestería.
Interesada en la divulgación de la disciplina, du Plat Taylor dirigió desde 1965 la publicación Marine Archaeology, que reunió una colección de ensayos con los logros y objetivos de la arqueología subacuática escritos por los principales profesionales de la época. Ofrecía información y referencias de importancia a los especialistas, y a su vez, era una lectura fácil, como convenía a la divulgación de la disciplina. Cubrió naufragios de la Edad de Bronce a la romana, estudios subacuáticos, puertos, yacimientos sumergidos y comercio, así como las técnicas logísticas y de campo.
Creó el British Council for Nautical Archaeology con George Naish. El impulso constante de Plat fue fundamental en la fundación del Consejo de Arqueología Náutica en 1964, del que fue vicepresidenta y una activa promotora de la arqueología náutica a través de charlas y conferencias.
Luego de su jubilación en el Instituto de Arqueología en 1970, continuó trabajando como editora fundadora del International Journal of Nautical Archaeology (IJNA) desde 1972 hasta 1980. Reconoció que los aficionados podían desempeñar un papel importante en la arqueología y estableció sistemas para educarlos y alentarlos. Fue la primera presidenta de la Sociedad de Arqueología Náutica. Personalmente financió una subvención para apoyar la publicación de investigaciones arqueológicas subacuáticas.
Falleció a consecuencia de un cáncer en Londres el 21 de mayo de 1983. Desde su muerte, la Sociedad de Arqueología Náutica concede un premio, al que denominó Joan du Plat Taylor en su honor.

## Reconocimientos
A pesar de que Du Plat Taylor no recibió una educación formal, ya que su madre no quería que fuera a la escuela, recibió un doctorado honoris causa de la Universidad de Pensilvania (Estados Unidos) en 1976, afirmando que era «reconocida como profesional en base a sus logros en el campo y la calidad de sus publicaciones».

## Publicaciones seleccionadas
- «A Thirteenth Century Church in Nicosia, Cyprus». Antiquity 6 (24): 469-471. 1932. doi:10.1017/S0003598X00102741.
- «A Water Cistern with Byzantine Paintings, Salamis, Cyprus». The Antiquaries Journal 13 (2): 97-108. 1933. doi:10.1017/S0003581500039408.
- «Medieval Graves in Cyprus». Ars Islamica 5 (1): 55-87. 1938.
- «A Late Bronze Age settlement at Apliki, Cyprus». The Antiquaries Journal 32 (3–4): 133-167. 1952. doi:10.1017/S0003581500076800.
- «The Cypriot and Syrian Pottery from Al Mina, Syria». Iraq 21 (1): 62-92. 1959. doi:10.2307/4199649.
- World Underwater Federation (1965).  du Plat Taylor, Joan, ed. Marine Archaeology: developments during sixty years in the Mediterranean. Crowell.